# Tilo Wolff
Tilo Wolff (* 10. července 1972 ve Frankfurtu nad Mohanem) je německý hudebník žijící ve Švýcarsku.
Roku 1990 založil skupinu Lacrimosa, která začínala se žánrem dark wave a gothic metal a později přešla na symphonic metal. Ve stejném roce jako skupinu založil také hudební vydavatelství Hall of Sermon. Díky tomu, že vlastní své hudební vydavatelství se stal nezávislým na renomovaných vydavatelstvích a může dát průchod své kreativitě. K tomu také podporuje ostatní skupiny „Černé scény“.
Navíc od roku 2004 řídí ještě vedlejší projekt s názvem Snakeskin, který od Lacrimosy muzikálně zřetelně odbočuje.
Od roku 2007 je Wolff spolu s Ericem Burtonem manažerem skupiny Cinema Bizarre.
Kromě toho působí jako DJ na různých festivalech a klubech po celé Evropě.